# Museu da Uppland
O Museu da Uppland ou Uplândia (em sueco: Upplandsmuseet) é um museu regional do condado de Uppsala, situado na cidade sueca de Uppsala, na província da Uppland. 
Está instalado no Moinho da Academia (Akademikvarnen) no centro da cidade, perto da catedral, e junto ao rio Firis. Seu grande edifício de pedra, pintado de branco, foi erigido nos anos 1760, e começou a ser usado como museu em 1959. Alberga diversas exposições sobre a história da cidade e da província nos últimos 5 000 anos.